# Andrzej Trajda
Andrzej Zygmunt Trajda (ur. 20 listopada 1942 w Otwocku) – polski strzelec sportowy, olimpijczyk z Monachium 1972 i Montrealu 1976.
Zawodnik klubu WKS Gwardia Warszawa. Specjalista w strzelaniu z broni długiej (karabin). Czołowy polski strzelec lat 60. i 70. XX wieku. Mistrz Polski w strzelaniu z karabinka małokalibrowego (kbks-1) z 3 postaw w latach 1966, 1974 oraz w strzelaniu z karabinka małokalibrowego (kbks-3) leżąc w latach 1965, 1973-1975.
Medalista mistrzostw świata:
- srebrny
  - w konkurencji strzelania z karabinu dowolnego 60 strzałów leżąc drużynowo (partnerami byli Jerzy Nowicki, Janusz Kalmus, Stanisław Marucha) w roku 1966,
- brązowy
  - w konkurencji strzelania z karabinu dowolnego 3 x 40 strzałów postawa klęcząc drużynowo (partnerami w drużynie byli Henryk Górski, Jerzy Nowicki, Janusz Kalmus) w roku 1966,
  - w konkurencji strzelania z karabinu standard 3 x 20 strzałów drużynowo (partnerami w drużynie byli: Andrzej Sieledcow, Eugeniusz Pędzisz, Ryszard Fander) w roku 1970,
  - w konkurencji strzelania z karabinu pneumatycznego 40 strzałów drużynowo (partnerami byli:Eugeniusz Pędzisz, Romuald Siemionow, Stanisław Marucha) w roku 1974.

Medalista mistrzostw Europy:
- złoty
  - w strzelaniu z karabinu pneumatycznego 40 strzałów drużynowo (partnerami byli: Stanisław Marucha, Eugeniusz Pędzisz, Romuald Siemionow) w woku 1974,
  - w strzelaniu z karabinu dowolnego 60 strzałów leżąc drużynowo (partnerami byli: Stanisław Marucha, Eugeniusz Pędzisz, Andrzej Takuśki) w roku 1976,
  - w strzelaniu z karabinu pneumatycznego 40 strzałów drużynowo (partnerami byli: Edward Trajda, Ireneusz Jagodziński, Romuald Siemionow) w roku 1977,
- srebrny
  - w strzelaniu z karabinu pneumatycznego 40 strzałów drużynowo (partnerami byli: Stanisław Marucha, Eugeniusz Pędzisz, Romuald Siemionow) w woku 1973,
  - w konkurencji strzelania z karabinu pneumatycznego 40 strzałów indywidualnie w roku 1975,
- brązowy
  - w strzelaniu z karabinu dowolnego 60 strzałów leżąc drużynowo (partnerami w drużynie byli:Józef Sadurski, Janusz Kalmus, Ryszard Barnaba Fandier) w roku 1969,
  - w konkurencji strzelania z karabinu pneumatycznego 40 strzałów drużynowo (partnerami byli: Stanisław Marucha, Eugeniusz Pędzisz, Romuald Siemionow) w latach 1975-1976,
  - w konkurencji strzelania z karabinu dowolnego 3 x 40 strzałów postawa klęcząc drużynowo (partnerami byli: Krzysztof Stefaniak, Eugeniusz Pędzisz, Romuald Siemionow) w roku 1981.

Na igrzyskach w roku 1972 wystartował w strzelaniu z karabinka sportowego leżąc 50 metrów zajmując 9. miejsce.
Na igrzyskach w roku 1976 wystartował w strzelaniu z karabinka sportowego leżąc 50 metrów zajmując 28. miejsce.